# Roccatederighi
Roccatederighi est une frazione située sur la commune de Roccastrada, province de Grosseto, en Toscane, Italie. Au moment du recensement de 2011 sa population était de 773 habitants.

## Géographie
Roccatederighi est un village médiéval situé sur une colline à l'ouest de Roccastrada, à environ 33 km de la ville de Grosseto.

## Monuments
- Église San Martino Vescovo, ancienne piève
- Église San Sebastiano, reconstruit au XIXe siècle
- Tour de l'horloge (1911)
- Murailles de Roccatederighi, remparts médiévaux